# 黒崎レイナ
黒崎 レイナ（くろさき レイナ、1998年11月11日 - ）は、日本の女優、ファッションモデル、タレント。愛知県名古屋市出身。

## 略歴
2011年4月、『ハガネの女 season2』（テレビ朝日）に出演し、デビュー。12月（2012年1月号）よりファッション雑誌『ニコラ』（新潮社）の専属モデルを務め、2015年4月（2015年5月号）をもって卒業。表紙掲載回数は1回。
2015年8月（2015年9月号）より雑誌『セブンティーン』（集英社）の専属モデルとなり、2018年3月（2018年5月号）をもって卒業。
2017年、モンストグランプリ初代応援マネージャーに就任。
2018年3月31日、デビュー以来7年間所属していた研音を退社。同年7月1日よりホリ・エージェンシーへ所属。
2021年7月7日よりLucolortに所属。
2024年2月よりトライストーン・エンタテイメントに所属。

## 人物
趣味はマンガを描くこと、歌を歌うこと。
特技はイラストを描くこと。
好きな映画は『アイアンマン』、小説は『バッカーノ!』など。4歳下の弟がいる。
仮面ライダーシリーズは弟とともに『仮面ライダー電王』や『仮面ライダーキバ』を観ていた。

## 出演

### テレビドラマ
- ハガネの女 season2 第1話・第5話（2011年4月21日・5月19日、テレビ朝日） - タオ・ビンセン 役
- ブルドクター 第1話（2011年7月6日、日本テレビ） - 田口佑香 役
- DOCTORS 最強の名医 第1話（2011年10月27日、テレビ朝日） - 三好寛子 役
- 幽かな彼女 第1話（2013年4月9日、関西テレビ） - 本間綾乃 役
- 35歳の高校生 最終話（2013年6月22日、日本テレビ） - 阿久津涼の姉 役
- 黒崎くんの言いなりになんてならない（2015年12月22日・23日、日本テレビ） - 西野あや 役
- 仮面ライダーエグゼイド 第12話 - 最終話（2016年12月25日 - 2017年8月27日、テレビ朝日） - 西馬ニコ / ライドプレイヤー 役
- 24時間テレビ 東海3県みんなで創る市民映画「八月の街」（2018年8月26日、中京テレビ ほか） - 藤井美夏 役
- 中学聖日記 第6話（2018年11月13日、TBS） - 加山美帆 役
- 初めて恋をした日に読む話 （2019年1月15日 - 3月19日、TBS） - 田島さくら 役
- 家政夫のミタゾノ 第3シリーズ 第6話（2019年5月24日、テレビ朝日） - 丸山紗英 役
- わたし、定時で帰ります。 第8話（2019年6月4日、TBS） - 朝子 役
- サイン-法医学者 柚木貴志の事件- 第2話 - 最終話（2019年7月18日 - 9月12日、テレビ朝日） - 中園優 役
- ハイポジ 1986年、二度目の青春。（2020年1月11日 - 3月28日、テレビ大阪・BSテレ東） - 小沢さつき 役[13]
- ハムラアキラ〜世界で最も不運な探偵〜（2020年2月21日 - 3月7日、NHK総合） - 水地佳奈 役
- やっぱりおしい刑事 第2話（2021年3月14日、NHK BSプレミアム） - 川藤渚 役[14]
- 探偵☆星鴨 第4話（2021年5月18日、日本テレビ） - ドミ子 役
- 欠点だらけの刑事（2021年9月22日、テレビ朝日） - 土屋あゆみ 役
- 真夜中にハロー! 第9話・最終話（2022年3月11日・18日、テレビ東京） - 片山凪 役
- 特捜9 season5 第1話（2022年4月6日、テレビ朝日） - 樋口晶子 役
- 警視庁アウトサイダー 第2話（2023年1月12日、テレビ朝日） - 麻衣 役[15]
- 無限オーディション（2023年7月17日・24日、TOKYO MX） - 宮園凛 役
- 宙わたる教室 第2話（2024年10月15日、NHK総合） - 越川レイナ 役
- I, KILL（2025年5月18日 - 6月22日、WOWOW） - 青葉 役[16]

### 映画
- 黒崎くんの言いなりになんてならない（2016年2月27日） - 西野あや 役
- 劇場版 仮面ライダーエグゼイド トゥルー・エンディング（2017年8月5日） - 西馬ニコ 役
- 仮面ライダー平成ジェネレーションズ FINAL ビルド&エグゼイドwithレジェンドライダー（2017年12月9日） - 西馬ニコ 役
- 世界でいちばん長い写真 （2018年6月23日） - 安藤エリカ 役[17]
- Salvation（2019年3月） - 守屋恵美 役
- 彼女が好きなものは（2021年11月）
- 少年と戦車（2022年2月25日） - 少女・咲良 役 [18]
- 先生!口裂け女です!（2023年7月7日） - ヒロイン・アヤカ 役[19]

### オリジナルビデオ
- Vシネマ 仮面ライダーエグゼイド トリロジー アナザー・エンディング - 西馬ニコ 役
  - PartI 仮面ライダーブレイブ&スナイプ（2018年3月28日）[注 1]
  - PartIII 仮面ライダーゲンムVSレーザー（2018年4月25日）[注 2]

### Webドラマ
- 仮面ライダーアウトサイダーズ ep.2 - ep.4（2023年4月9日・7月23日・10月1日、東映特撮ファンクラブ） - 西馬ニコ 役
- 私の夫と結婚して（2025年6月27日 - 7月25日、Amazon Prime Video）- 未来 役[20]

### 舞台
- 染、色（2021年5月29日 - 6月20日、東京グローブ座 / 6月24日 - 30日、梅田芸術劇場シアター・ドラマシティ） - 杏奈 役

### バラエティ
- 痛快TV スカッとジャパン（フジテレビ）
  - 胸きゅんスカッと（2015年12月21日） - 前田くるみ 役
  - ファミリースカッと 母の幸せを願って…（2018年7月30日） - 田中真奈 役
- プレバト!!（MBSテレビ） - 不定期出演

### CM
- 味の素 Cook Do 回鍋肉無くなるよ篇（2016年2月 - 2018年1月）
- 小泉成器
  - MONSTER（2018年11月 - ）
  - PriNail（2019年4月 - 2020年4月）
- 愛知県選挙広告（2019年2月）
- アスナル金山（2020年2月 - ）
- JR東海 東海道新幹線 N700S（2020年7月 - 2020年12月）
- クーパービジョン クラリティ（2021年4月 - ）

### MV
- ファンキー加藤 「輝け」（2014年）
- ソナーポケット 「君の名前」（2018年）
- TRUE 「Blast!」（2019年）
- SALU 「FALLIN」（2019年）
- 上田竜也 「ヤンキー片想い中」（2021年）
- yukaDD 「WRONG」（2023年）

### ゲーム
- 仮面ライダーバトル ガンバライジング（2018年5月17日、アーケード） - ライドプレイヤーニコ 役
- 仮面ライダーバトル ガンバレジェンズ（2023年、アーケード） - ライドプレイヤーニコ 役

### 玩具
- 仮面ライダーエグゼイド DX仮面ライダークロニクルガシャット ライドプレイヤーver.（2017年12月） - 西馬ニコ 役

### イベント
- 音夏祭〜研音ガールズイベント〜
  - （2015年8月1日・2日）[21]
  - （2016年8月20日・21日）[22]
- Seventeen夏の学園祭2015（2015年8月25日）
- 東京ガールズコレクション
  - TOKYO GIRLS COLLECTION 2016 SPRING/SUMMER（2016年3月19日）
  - TOKYO GIRLS COLLECTION 2017 SPRING/SUMMER（2017年3月25日）
- 超十代 -ULTRA TEENS FES- 2017（2017年3月28日）
- GirlsAward
  - GirlsAward 2017 SPRING/SUMMER（2017年5月3日）
  - GirlsAward 2017 AUTUMN/WINTER（2017年9月16日）

## 書籍

### 雑誌連載
- ニコラ（2012年1月号 - 2015年5月号、新潮社）専属モデル
- セブンティーン（2015年9月号 - 2018年5月号、集英社）専属モデル[6][7]

### 写真集
- 麗（2019年10月10日、ワニブックス、撮影：LUCKMAN）ISBN 978-4847082146[23]

### カレンダー
- 黒崎レイナカレンダー 2020 - 2021（2020年1月28日、ワニブックス、撮影：LUCKMAN）ISBN 978-4847082702[24]